# Belgische Unie - Union belge
Pour les articles homonymes, voir BUB.
Le Belgische Unie - Union belge - Belgische Union ou B.U.B. est un parti de centre droit à droite, unitariste en Belgique.

## Programme politique
Sur le plan institutionnel, le B.U.B. souhaite d'abord la refédéralisation de plusieurs compétences régionalisées et communautarisées et ensuite la suppression des Régions, qu'il juge inutiles. Il préconise aussi une décentralisation sur base des neuf anciennes provinces (ce qui implique la réunification des deux Brabants et de Bruxelles-Capitale). Les provinces auraient moins de pouvoir que les actuelles Régions. Le parti centriste veut un seul gouvernement et parlement nationaux dans lesquels les communautés, compétentes pour la culture, l'enseignement et les médias, seront dissoutes.
Sur le plan économique, le B.U.B. veut garder une sécurité sociale forte et nationale. Il veut aussi une baisse sensible des charges qui pèsent sur le travail pour relancer l'économie ainsi qu'une égalité de traitement entre ouvriers, employés et fonctionnaires.
Le B.U.B. veut instaurer un enseignement bilingue obligatoire à partir de l'école maternelle. L'enseignement principal se ferait dans la langue maternelle de l'enfant, un enseignant de l'autre langue nationale principale serait chargé de l'initier à sa langue par des activités éducatives et pédagogiques où l'accent serait mis sur les aspects ludiques.

## Historique
Le parti existe depuis le 5 juillet 2002 et a déjà participé aux élections fédérales de 2003 et 2007 et aux élections régionales de 2004. Il obtenait 8 607 voix lors des dernières élections.
Le parti s'étend sur tout le territoire belge et est mené par un président national, actuellement Hans Van de Cauter, et un conseil d'administration qui est structuré par province belge.
Comme le parti n'est pas représenté aux parlements, il ne reçoit pas de subsides et son accès aux médias est très limité. C'est la raison pour laquelle le parti a intenté une action en justice contre les chaînes publiques (la VRT et la RTBF) en mai 2005. Le B.U.B. estime avoir droit à un temps d'antenne minimal vu qu'il a déjà participé aux élections. Le jugement n'est pas attendu avant le printemps 2006.
Aux élections fédérales de 2007, le parti a légèrement progressé dans les circonscriptions flamandes où il se présentait (Flandre occidentale, Brabant flamand, Limbourg) mais a perdu des voix dans les provinces wallonnes (il passe de 0,59 à 0,34 % en Brabant wallon et de 0,31 à 0,30 % en province de Namur).
En juillet 2007, le fondateur Hans Van de Cauter quitte la présidence du B.U.B. au profit de François Wolters, qui était le trésorier du parti.
Depuis le 17 février 2008 cependant, Hans Van de Cauter a repris la présidence après le départ de François Wolters en octobre 2007.
Aux élections du 13 juin 2010, le B.U.B. s'est présenté en cartel avec le CDF, sous la dénomination belg.unie, souhaitant réaffirmer son point de vue unitariste en cette période de crise politique belge.
Le 22 juin 2011, le cartel BELG-UNIE a été élargi avec le BAB. Le B.U.B. participera donc de nouveau aux élections sous la dénomination BELG-UNIE.
Il participe aux élections provinciales le 14 octobre 2012 avec le cartel BELG.UNIE. Le cartel obtient plus de 16 000 voix en étant présent sur un plus petit territoire que lors des derniers législatives. Après cette élection le cartel BELG-UNIE finit par éclater. 
Pour les élections fédérales de 2014, le B.U.B. prévoit de présenter des candidats sur l'ensemble du territoire. Il obtient 0,18 % à l'échelle nationale. C'est une défaite pour le parti. Il fait moins que les résultats du cartel Belg.unie en 2010 et a peine mieux qu'en 2012. Ce constat d’échec se renforce par le fait qu'il couvrait plus de circonscription que Belg.unie pour les deux dernières élections. Il avait en outre participé à un accord technique de groupement de liste à la région bruxelloise avec diverses autres listes. Ce groupement a permis au Parti du travail de Belgique d'obtenir quatre élus au parlement bruxellois.
Hans van de Cauter est pourtant réélu pour un mandat comme président du parti.
Lors des élections communales et provinciales, le B.U.B. présente plusieurs listes autonomes à Bruxelles et en Flandre. Il soutient en Wallonie la coalition INDÉPENDANT. Il a aussi deux candidats sur une liste citoyenne à Uccle dont son président, Hans van de Cauter qui est élu conseiller communal.
Pour les élections fédérales et régionales de 2019, le B.U.B. fait liste commune à Bruxelles et en Wallonie avec les listes Destexhe. Il présentera des listes autonomes dans plusieurs circonscriptions néerlandophones. 
Sur le plan international, le B.U.B. est membre de la Conférence monarchiste internationale (CMI).

## Résultats électoraux

### Chambre des représentants
| Année | %    | Sièges  | Gouvernement                   |
| ----- | ---- | ------- | ------------------------------ |
| 2003  | 0,08 | 0 / 150 | Opposition extra-parlementaire |
| 2007  | 0,13 | 0 / 150 | Opposition extra-parlementaire |
| 2010  | 0,32 | 0 / 150 | Opposition extra-parlementaire |
| 2014  | 0,18 | 0 / 150 | Opposition extra-parlementaire |
| 2019  | 0,10 | 0 / 150 | Opposition extra-parlementaire |